# Swiss Internet User Group
Die Swiss Internet User Group (SIUG) ist ein 1999 gegründeter Schweizer Verein, der sich für einen verantwortungsvollen und konstruktiven Umgang mit dem Medium Internet einsetzt. Das Ziel des Vereins ist es, das Niveau aller mit dem Internet verbundenen Dienste möglichst hoch zu halten.
Die SIUG verfolgt ihre Ziele vor allem mit Pressemitteilungen, Interviews, durch Stellungnahmen zu Vernehmlassungen geplanter Gesetzesänderungen, durch Veranstaltungen und öffentliche Mailinglisten. Zu den bekanntesten von der SIUG mitorganisierten Veranstaltungen gehören die Schweizer Big Brother Awards, welche sie seit dem Jahr 2000 jährlich gemeinsam mit anderen Organisationen verleiht. Weiter hilft die SIUG mit bei der Organisation der jährlich stattfindenden Veranstaltungen „Frühlingsüberwachen“ und „9/11“. 
Die SIUG ist Mitglied von Wilhelm Tux, eCH, European Digital Rights und der Global Internet Liberty Campaign.